# Харківський інститут управління
Харківський інститут управління — приватний вищий навчальний заклад III рівня акредитації, розташований у Харкові.

## Історія
Створений у 1991 році. Отримано в 2002 р. ліцензію на перепідготовку та підвищення кваліфікації. У 2003 році в інституті відкрили Коледж управління та інформаційних технологій, який почав готувати молодших спеціалістів за спеціальностями «Бухгалтерський облік», «Біржова діяльність» та «Фінанси». У 2004 році рішенням ДАК повторно акредитовані за II і III рівнях усі чотири спеціальності («Облік і аудит», «Маркетінг», «Фінанси», «Менеджмент організацій»).
У квітні 2000 року був організований відділ туризму, з січня 2004 року — центр туризму.

## Структура, спеціальності
На даний час в інституті функціонують економічний факультет (денна і заочна форма навчання), Центр післядипломної освіти і сім кафедр (соціально-економічних, гуманітарних і правових дисциплін; вищої математики та прикладної інформатики; фінансів і кредиту; обліку та аудиту; менеджменту; екологічної безпеки і туризму; економіки і маркетингу).
Виш готує фахівців за спеціальностями:
- із рівнем «молодший спеціаліст»: «Фінанси і кредит», «Бухгалтерський облік»;
- із рівнем «бакалавр»: «Облік і аудит», «Маркетінг», «Фінанси і кредит», «Менеджмент»;
- із рівнем «спеціаліст»: «Облік і аудит», «Маркетінг», «Фінанси», «Менеджмент організацій».

Інститут проводить перепідготовку та підвищення кваліфікації за спеціальностями (з наданням рівня «спеціаліст») «Облік і аудит», «Маркетінг», «Фінанси» та «Менеджмент організацій».

## Цікаві факти
За даними МОН, 31 жовтня 2006 р., згідно з рішенням Державної атестаційної комісії (Протокол № 63) «була анулювана ліцензія серії АА № 902306 за напрямом 0504 „Туризм“, спеціальності 6.050400 „Туризм“ з підготовки за освітньо-кваліфікаційним рівнем „бакалавр“ Харківського інституту управління». Крім того, згідно з тим же протоколом «анулювано сертифікат серії РІ-ІІІ № 212588 про акредитацію вищого закладу освіти ІІІ рівня» цього вишу. Інститут в квітні 2007 р. отримав нову ліцензію на здійснення діяльності, новий сертифікат на право навчання за всіма спеціальностями, незважаючи на публікацію МОН 25 червня того ж року списку ВНЗ України, позбавлених ліцензії (зокрема, ХІУ).

## Бібліотека
Бібліотечний фонд нараховує більш 36 тис. примірників, періодичні видання — більш 350 українських та російських журналів і газет щорічно. Бібліотека має три структурні підрозділи: абонемент, читальний зал і інформаційно-аналітичний відділ.